# Solidarity
Denna artikel handlar om engelska aktionsgruppen Solidarity. För polska Solidarnosc, se Solidaritet (fackförening).
Solidarity var en frihetligt socialistisk organisation och tidning med samma namn i Storbritannien som var aktiv cirka 1960-1980. Solidarity var nära rådskommunism enligt stadgarna och var känd för sin betoning av arbetarnas självorganisering och för sin radikala anti-leninism.
Medlemmarna fungerade som stöd åt arbetarkamp, vilda strejker och fabriksockupationer, och utgav ett stort antal pamfletter i olika relaterade ämnen, med arbetarklassens självständiga strider som gemensamt tema. Under Solidarnosc-upproret vid 1980-talets början smugglades pamfletten Workers' Power  över gränsen till Polen.
En av de namnkunnigaste medlemmarna var Maurice Brinton, pseudonym för Chris Pallis. Man hade också ett nära samarbete med den franska frihetliga vänstergruppen Socialisme ou Barbarie och Paul Cardan, pseudonym för Cornelius Castoriadis. Gruppen hade aldrig särskilt många medlemmar, men fick likväl ett inflytande i europeisk vänster under 1970-talet, och influerade senare bl.a. svenska Folkmakt. Flera av pamfletterna översattes till svenska och en hel del finns numera tillgängliga på webben.

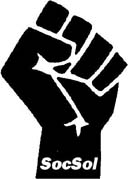
Solidaritys polska motsvarighet SocSol:s emblem.

## Citat
”Ingenstans i världen har folkets stora flertal någon som helst kontroll över de beslut som direkt styr deras liv. De säljer sin arbetskraft medan andra som äger eller kontrollerar produktionsmedlen fördelar välståndet, stiftar lagarna och använder hela statsmaskineriet för att försvara och förstärka sina privilegierade ställningar. /…/
För att arbetarklassen skall kunna avskaffa privatkapitalismen i väst och den byråkratiska statskapitalismen i öst och skapa ett frihetligt socialistiskt samhälle (utan frihet innebär socialismen nämligen ingenting), måste den ta saken i egna händer. Den måste förkasta varje hierarkisk organisationsform (av både bolsjevikisk och socialdemokratisk modell) och i stället bilda revolutionära arbetarråd .  Arbetarrådet är den enda organisationsform som förkastar den konstruerade skillnaden mellan mål och medel, tanke och handling  - den enda form som i sig inte är alienerad.”

## Ur Solidaritys pamflettserie
- Solidarity: As We See It
- Solidarity: As We Don't See It
- Paul Cardan: Modern Capitalism and Revolution
- Paul Cardan: From Bolshevism to the Bureaucracy
- Paul Cardan: Redefining Revolution
- Paul Cardan: The Meaning of Socialism
- Paul Cardan: Workers' Councils and the Economics of a Self-Managed Society
- Maurice Brinton:The Bolsheviks and Workers' Control 1917-21
- Maurice Brinton: Paris, May 1968
- Maurice Brinton:The Irrational in Politics
- Ida Mett: The Kronstadt Commune
- Alexandra Kollontai: The Workers' Opposition
- Andy Anderson: Hungary 1956